# Werner Caskel
Werner Caskel (Danzica, 5 marzo 1896 – Colonia, 28 gennaio 1970) è stato un arabista e storico tedesco.
Fu probabilmente perché figlio di un ebreo che Caskel s'interessò alle tematiche arabistiche.
Dopo aver completato i suoi studi universitari a Lipsia (1924) e aver ottenuto l'abilitazione all'insegnamento a Berlino (1928), fu libero docente dal 1930 al 1938 nell'Università di Greifswald. Fu professore universitario nella von Humboldt-Universität di Berlino dal 1946 e, dal 1948, nell'Università di Colonia, in cui nel 1964 divenne professore emerito.

## Opere scelte
- Arabic inscriptions, 1936
- Die Beduinen (con Max von Oppenheim), 2 voll., 1939-1944
- "Der arabische Stamm vor dem Islam: Gesellschaftliche und juristische Organisation", Atti del convegno internazionale sul tema: Dalla tribù allo stato, Roma 13-16 aprile 1961, Roma, 1962, pp. 159–161.
- Ǧamharat an-nasab: das genealogische Werk des Hišam Ibn Muḥammad al-Kalbī (con Gert Strenziok), Leiden. E. J. Brill, 1966.